# Jovice
Jovice és un poble i municipi d'Eslovàquia. Es troba a la regió de Košice, a l'est del país.

## Història
La primera referència escrita de la vila data del 1352.

## Demografia
| Godina             | 1994 | 2004    | 2014   | 2024   |
| ------------------ | ---- | ------- | ------ | ------ |
| Nombre de persones | 612  | 695     | 761    | 820    |
| Diferència         |      | +13,56% | +9,49% | +7,75% |

| Godina             | 2023 | 2024   |
| ------------------ | ---- | ------ |
| Nombre de persones | 798  | 820    |
| Diferència         |      | +2,75% |

## Viles agermanades
- Sáta, Hongria
- Sződliget, Hongria
- Vadna, Hongria